# كارل جورج بوشنر
كارل جورج بوشنر (بالألمانية: Karl Georg Büchner) هو شاعر ألماني اشتراكي. ولد عام 1813 في جوديلاو، ومات عام 1837 في زيورخ.

## حياته
ولد جورج بوشنر عام 1813، والده كارل إرينست بوشنر كان طبيباً ووالدته لوزير كارولين بوشنر ربة بيت وهو الطفل الأول في إخوته الثمانية. في عام 1816 رحلت العائلة إلى مدينة دارمشتات. حيث أنهى تعليمه المدرسي هناك، وكان مشهورا في مدرسته لإلقائه الكثير من الكلمات باللغة اللاتينية. ونظراً لتأثره بوالده الطبيب قرر دراسة الطب والعلوم الطبيعية، ما دفعه إلى التسجيل في جامعة شتراسبورغ في فرنسا، حيث سكن لدى قسيس هناك وتزوج من ابنته فيما بعد. درس بوشنر الطب والعلوم الطبيعية في شتراسبورج وجيسن. وأسس مع صديقه فايدج جمعية غير قانونية لحقوق الإنسان. وبسبب منشوره (رسول ريفي من هسن) اضطر للهروب من شتراسبورج. في عام 1833 عاد إلى ألمانيا لاستكمال دراسته في جامعة غيسن وأسس جمعية حقوق الإنسان، وإثر القبض على أحد أصدقائه واكتشافه أن الشرطة فتشت منزله، هرب إلى مدينة أوفنباخ لتحذير أعضاء جمعيته، لكنه لم ينجح في منع القبض عليهم، كما باءت محاولته لإطلاق سراح صديقه بالفشل، بل تعرض هو نفسه للتحقيق والاستجواب أكثر من مرة. حاز كذلك درجة الكتوراه في العلوم من جامعة زيورخ، عمل مدرساً جامعياً لعلم التشريح في زيورخ. وظهر الجزء الأكبر من أعماله بعد موته المبكر بالحمى الشوكية.
تمنح الأكاديمية الألمانية للغة والشعر منذ عام 1951 جائزة جورج بوشنر والتي تعتبر من أرقى الجوائز الأدبية في ألمانيا.

## أعماله
- رسول ريفي من هسن «Der Hessische Landbote» (منشور اشتراكي ثوري 1834).
- موت دانتون «Dantons Tod» (كتبها عام 1835 وعرضت لأول مرة عام 1902).
- ليونس ولينا «Leonce und Lena» (ملهاة، كتبت عام 1836 وظهرت عام 1837 وعرضت للمرة الأولى عام 1885).
- لنس «Lenz» (قصة، كتبت عام 1836 ونشرت عام 1839).
- فويتسك (مسرحية، كتبت 1837 ونشرت 1879).

## روابط خارجية
- كارل جورج بوشنر على موقع IMDb (الإنجليزية)
- كارل جورج بوشنر على موقع الموسوعة البريطانية (الإنجليزية)
- كارل جورج بوشنر على موقع ألو سيني (الفرنسية)
- كارل جورج بوشنر على موقع ميوزك برينز (الإنجليزية)
- كارل جورج بوشنر على موقع أول موفي (الإنجليزية)
- كارل جورج بوشنر على موقع قاعدة بيانات برودواي على الإنترنت (الإنجليزية)
- كارل جورج بوشنر على موقع قاعدة بيانات الأفلام السويدية (السويدية)
- كارل جورج بوشنر على موقع إن إن دي بي (الإنجليزية)
- كارل جورج بوشنر على موقع ديسكوغز (الإنجليزية)
- كارل جورج بوشنر على موقع قاعدة بيانات الفيلم (الإنجليزية)